# Khao-I-Dang

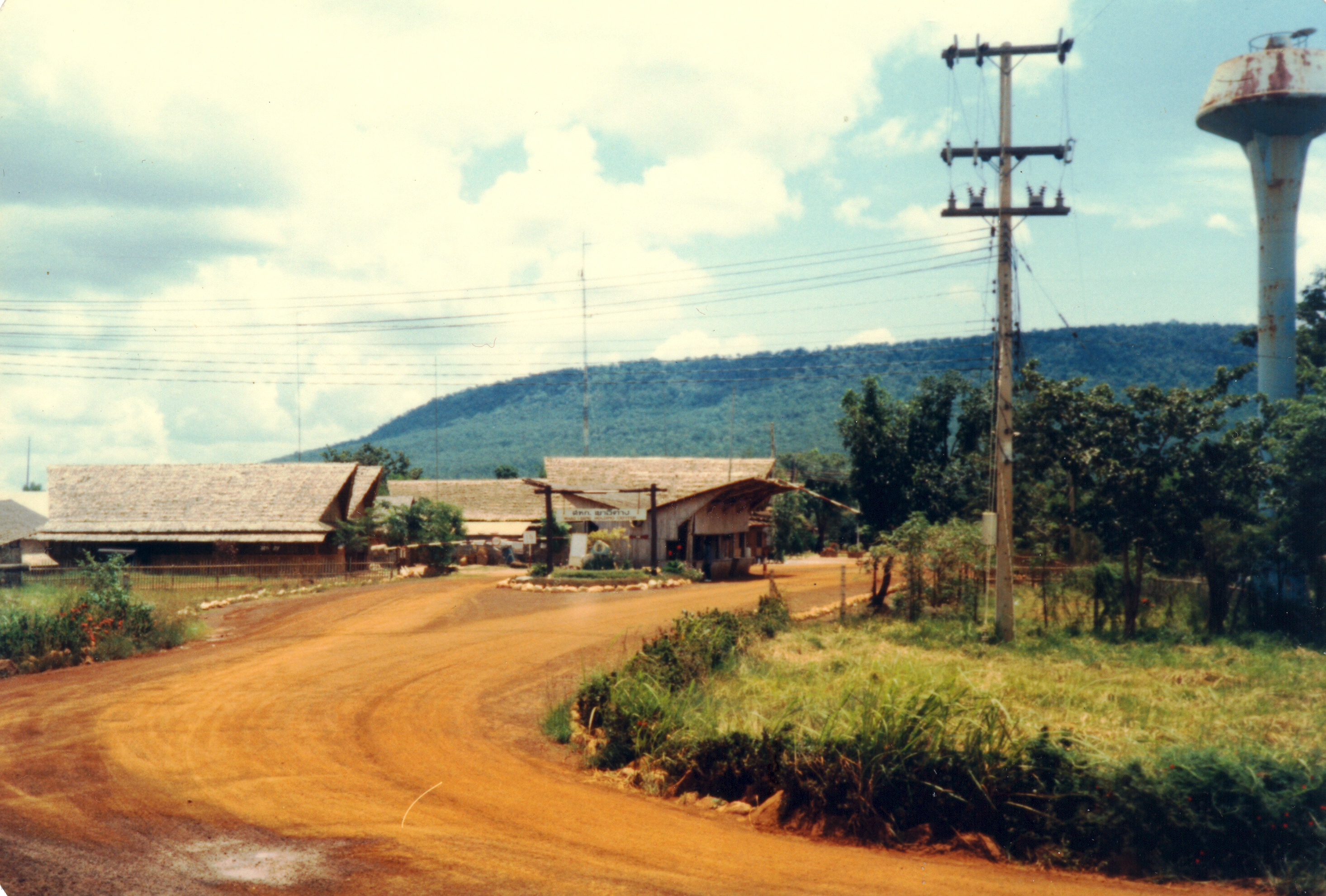
Eingang zum Flüchtlingslager, im Hintergrund der Berg Khao-I-Dang, der dem Lager seinen Namen gab

Khao-I-Dang, auch Khao-I-Dang Holding Center (Thailändisch: เขาอีด่าง, Kambodschanisch: ខាវអ៊ីដាង gesprochen Khau i Dang, kurz KID), war ein Flüchtlingslager 20 Kilometer nördlich von Aranyaprathet im gleichnamigen Distrikt in der thailändischen Provinz Sa Kaeo.

## Geschichte
Das Lager wurde am 21. November 1979 nach der Invasion Vietnams in Kambodscha von der United Nations High Commissioner for Refugees und dem thailändischen Innenministerium gegründet und war für 300.000 Menschen konzipiert. Es wurde am 3. März 1993 geschlossen, nachdem die UNTAC die Kontrolle in Kambodscha übernommen hatte. 1980 beherbergte das Lager 160.000 Menschen. Es war das größte von mehreren Flüchtlingslagern entlang der thailändisch-kambodschanischen Grenze.
Das Internationale Komitee des Roten Kreuzes betrieb im Lager ein Krankenhaus mit 400 Betten. Bekannt wurde das Lager auch durch den Film The Killing Fields. Einer der Hauptdarsteller des Films, Haing S. Ngor, war in diesem Krankenhaus beschäftigt.
Am 1. Januar 1982 übernahm die United Nations Border Relief Operation (UNBRO) die Verwaltung der Lager entlang der thailändisch-kambodschanischen Grenze. Die UNBRO war eine temporäre Organisation der Vereinten Nationen, die sich mit dem Flüchtlingselend der Kambodschaner nach dem Sturz des Rote-Khmer-Regimes beschäftigte. Die UNBRO wurde durch eine Resolution der Generalversammlung der Vereinten Nationen gegründet, hatte ihr Hauptquartier in Bangkok und arbeitete eng mit dem World Food Programm (WFP) zusammen. Aber auch viele private Hilfsorganisationen waren im Lager tätig, z. B. das Schweizer Rote Kreuz oder der Malteser Hilfsdienst.
Der UNBRO wurde vorgeworfen, dass durch die Existenz der Lager entlang der thailändischen Grenze die militärische Niederlage der Roten Khmer herausgezögert wurde. Besonders während der Offensiven der vietnamesischen Armee in der Trockenzeit konnten sich die Truppen der Roten Khmer über die Grenze in Sicherheit bringen, in den Lagern reorganisieren bzw. neue Rekruten anwerben. Die Lager galten als sicherer Zufluchtsort für die Roten Khmer-Soldaten und wurden auch zur Ausbildung und Ausrüstung von Kämpfern durch westliche Geheimdienste und der thailändischen Armee genutzt.
Auch die Volksrepublik China unterstützte die Roten Khmer. Chinesische Waffen wurden durch das thailändische Militär an die Grenze und in die Lager geliefert. Die Roten Khmer bildeten eine ständige Präsenz in den Lagern. Sie waren von den Lebensmittellieferungen der Lager abhängig, da sich die großen Reisanbaugebiete im Machtbereich des vietnamesischen Militärs befanden.
Die westliche Welt lehnte eine Anerkennung der 1979 von Vietnam eingesetzten Regierung in Phnom Penh ab und unterstützte eine von den Roten Khmer dominierte Exilregierung, die auch einen Sitz bei den Vereinten Nationen innehatten. Die Regierung in Phnom Penh wurde hingegen von den meisten Nationen nicht anerkannt. Auch die Regierung der Bundesrepublik Deutschland akzeptierte die Vertretung Kambodschas durch die Roten Khmer.
Khao-I-Dang spielte eine große Rolle in dieser jährlich stattfindenden menschlichen Tragödie. Deswegen schwankte die Anzahl der Bewohner auch beträchtlich. Während der Regenzeit gingen die Roten Khmer, die sich offiziell „Democratic Cambodchia“ nannten, in die Offensive und drängten die vietnamesischen Truppen von der Grenze zurück, während in der Trockenzeit das vietnamesische Militär große Teile der Grenze kontrollierte. In der Trockenzeit füllte sich das Lager, da die Vietnamesen ihre Panzer und Fahrzeuge effektiver einsetzen konnten.
Am 31. Mai 2016 eröffnete das UNHCR ein Museum auf dem ehemaligen Lagergelände zusammen mit dem IKRK und der thailändischen Forstbehörde.
Koordinaten: 13° 53′ 38″ N, 102° 40′ 3″ O